# Bledar Sejko

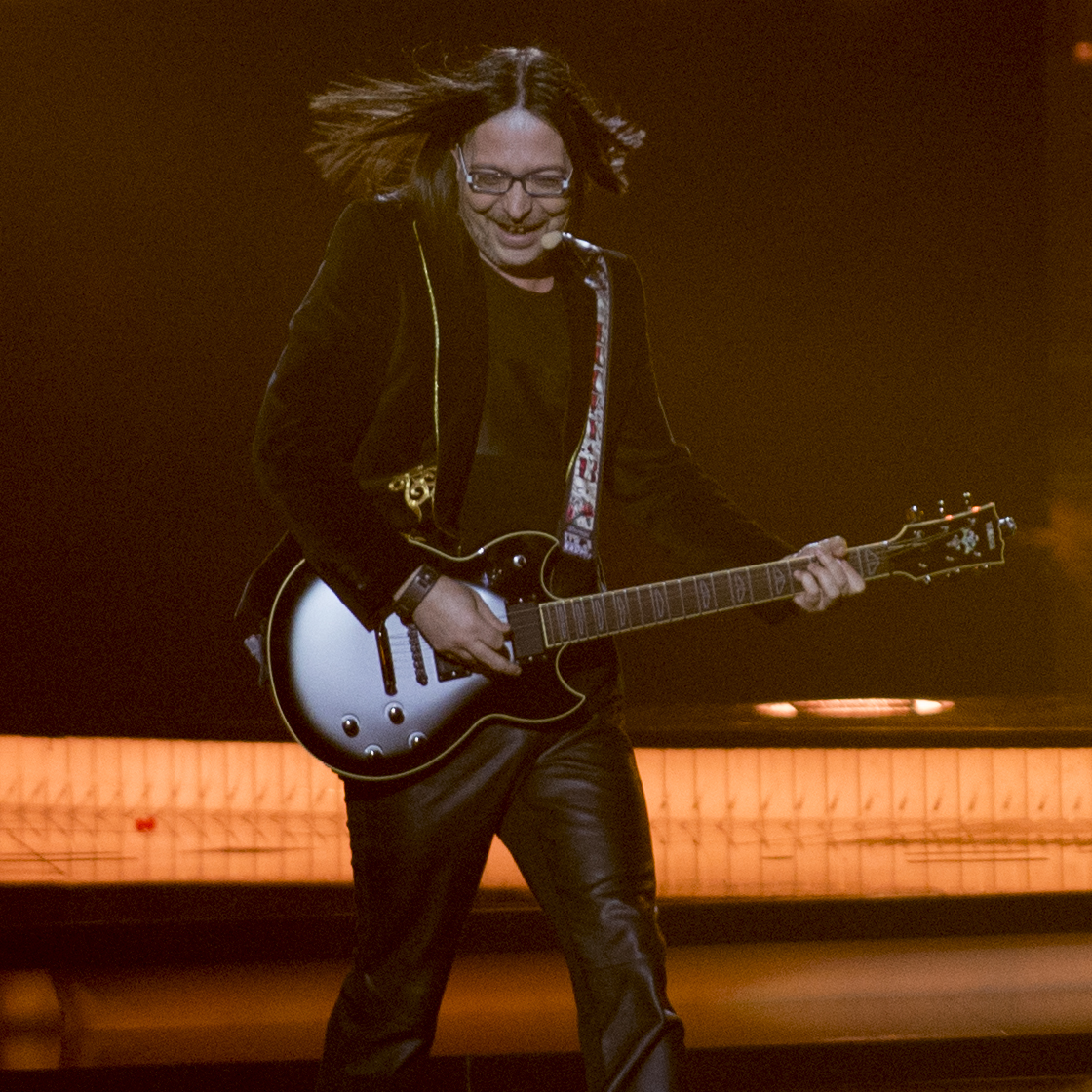
Bledar Sejko (2013)

Bledar Sejko (* 10. September 1972) ist ein albanischer Rockmusiker und Komponist.

## Hintergrund
Sejko war schon Ende der 1980er als Pop- und Rockmusiker aktiv, als dies noch in Albanien unter Strafe stand. Zusammen mit dem Sänger Adrian Lulgjuraj gewann er beim 51. Festivali i Këngës mit dem selbstkomponierten Rocksong Identitet und durfte daher beim Eurovision Song Contest 2013 für Albanien antreten. Die Musiker konnten sich allerdings nicht für das Finale qualifizieren.
Die Eurovisions-Bühne war für ihn nicht unbekannt. Bereits 2011 trat er beim Auftritt von Aurela Gaçe als Gitarrist mit im Hintergrund auf.

## Diskografie
Singles
- 2012: Identitet (feat. Adrian Lulgjuraj)